# 1991 TL1
1991 TL1 är en asteroid i huvudbältet som upptäcktes den 10 oktober 1991 av den amerikanske astronomen Jeff T. Alu vid Palomar-observatoriet.
Asteroiden har en diameter på ungefär 5 kilometer.